# Rally Cataluña de 1999
El Rally Cataluña de 1999, oficialmente 35º Rally Catalunya - Costa Brava (Rallye de España), fue la edición 35º y la quinta ronda de la temporada 1999 del Campeonato Mundial de Rally. Se celebró del 19 al 21 de abril y contó con diecinueve tramos de asfalto, cuatro de ellos nuevos, que sumaban un total de 396.01 km cronometrados. Fue también puntuable para el Campeonato Mundial de Producción y el Campeonato de España.
El vencedor fue Philippe Bugalski a bordo de un Citroën Xsara Kit Car, un hecho inédito en el mundial, puesto que vencía un automóvil de tracción delantera, algo que no ocurría en años. Los Kit Car que se suponía inferiores frente a la tracción total de los World Rally Car, se impusieron en los rallyes de asfalto, primeramente en Cataluña y posteriormente en el Rally de Córcega de ese mismo año. La gran relación peso/potencia, acompañado del buen estado del firme y de las buenas condiciones climáticas en la prueba española hizo que los Kit Car se impusieran frente a sus rivales.
Aunque Citroën no competía oficialmente en 1999, llevaba dos años desarrollando el Citroën Xsara Kit Car y tras varias pruebas en los nacionales de España y Francia, alineó dos Sxara para Bugalski y Jesús Puras en el Rally Cataluña. El francés se impuso en la prueba, logrando la primera victoria de su carrera en el mundial. Su victoria a bordo del Citroën Xsara Kit Car, un coche de tracción delantera, levantó algunas quejas entre los equipos oficiales. Segundo fue Didier Auriol con un Toyota Corolla WRC, que ya había vencido el año anterior, nada pudo hacer frente al Xsara de Bugalski, aunque terminó a medio minuto de su compatriota y tercero fue Tommi Mäkinen, más alejado, con un Mitsubishi Lancer Evo VI, que fue penalizado con un minuto pero conservó la tercera plaza por delante de Freddy Loix. La carrera pudo haber sido un doblete de Citroën, puesto que el primer día fue dominado por Jesús Puras con el otro Xsara Kit Car, que marcó cuatro scratch y lideró la carrera hasta que en el primer tramo del segundo día sufrió una avería eléctrica en su coche y tuvo que retirarse. Bugalski relevó a Puras en la cabeza de carrera y la conservó hasta el final.
Entre los abandonos más destacados estaban Carlos Sainz, compañero de Auriol, que se retiró en el último tramo por una avería con la correa del alternador y Colin McRae que se retiró tras el segundo día. Supuso además el debut en el mundial para el francés Sebastien Loeb que corrió con un Citroën Saxo pero no terminó por sufrir un accidente en el tramo ocho.
Uno de los momentos más polémicos que se vivió fuera de carrera, fue el enfrentamiento en los platós de Canal +, que estaba retransmitiendo la prueba, entre Jesús Puras y Juanjo Lacalle, mánager de Sainz. Puras se defendió de las acusaciones de Luis Moya, copiloto de Sainz, de haber entrenado ilegalmente, y tuvo una pequeña disputa verbal con Lacalle.

## Itinerario y ganadores
| Día        | Tramo | Hora  | Nombre                  | Distancia | Ganador           | Tiempo    | Vel. media | Líder rally       |
| ---------- | ----- | ----- | ----------------------- | --------- | ----------------- | --------- | ---------- | ----------------- |
| 1 (19 abr) | SS1   | 10:19 | Els Angels 1            | 15.66 km  | Cancelado         | Cancelado | Cancelado  | Tommi Makinen     |
| 1 (19 abr) | SS2   | 10:46 | Sta. Pellaia 1          | 11.66 km  | Jesus Puras       | 7:42,6    | 90.74 km/h | Jesus Puras       |
| 1 (19 abr) | SS3   | 12:41 | Coll de Bracons 1       | 19.89 km  | Jesus Puras       | 13:02,1   | 91.55 km/h | Jesus Puras       |
| 1 (19 abr) | SS4   | 13:20 | La Trona 1              | 12.86 km  | Tommi Makinen     | 8:31,5    | 90.51 km/h | Jesus Puras       |
| 1 (19 abr) | SS5   | 15:05 | La Fullaca - Arbucias 1 | 32.64 km  | Jesus Puras       | 20:28,4   | 95.66 km/h | Jesus Puras       |
| 1 (19 abr) | SS6   | 15:53 | Cladells 1              | 15.27 km  | Didier Auriol     | 10:00,8   | 91.50 km/h | Jesus Puras       |
| 1 (19 abr) | SS7   | 17:28 | Els Angels 2            | 15.66 km  | Didier Auriol     | 9:41,4    | 96.97 km/h | Jesus Puras       |
| 1 (19 abr) | SS8   | 17:55 | Sta. Pellaia 2          | 11.66 km  | Jesus Puras       | 7:43,7    | 90.52 km/h | Jesus Puras       |
| 2 (20 abr) | SS9   | 10:29 | Prades                  | 13.77 km  | Philippe Bugalski | 8:17,1    | 99.72 km/h | Philippe Bugalski |
| 2 (20 abr) | SS10  | 11:20 | La Riba 1               | 32.86 km  | Colin McRae       | 20:33,4   | 95.91 km/h | Philippe Bugalski |
| 2 (20 abr) | SS11  | 12:59 | Riudecanyes             | 12.68 km  | Didier Auriol     | 8:52,8    | 85.68 km/h | Philippe Bugalski |
| 2 (20 abr) | SS12  | 13:20 | Sta. Marina             | 31.38 km  | Philippe Bugalski | 19:18,2   | 97.54 km/h | Philippe Bugalski |
| 2 (20 abr) | SS13  | 15:04 | Gratallops - Escaladei  | 45.88 km  | Philippe Bugalski | 29:08,9   | 94.44 km/h | Philippe Bugalski |
| 2 (20 abr) | SS14  | 17:41 | La Riba 2               | 32.86 km  | Colin McRae       | 20:37,8   | 95.57 km/h | Philippe Bugalski |
| 3 (21 abr) | SS15  | 10:31 | Coll de Santigosa       | 10.62 km  | Tommi Makinen     | 6:49,2    | 93.43 km/h | Philippe Bugalski |
| 3 (21 abr) | SS16  | 11:07 | Coll de Bracons 2       | 19.89 km  | Tommi Makinen     | 13:08,8   | 90.78 km/h | Philippe Bugalski |
| 3 (21 abr) | SS17  | 11:46 | La Trona 2              | 12.86 km  | Philippe Bugalski | 8:31,3    | 90.55 km/h | Philippe Bugalski |
| 3 (21 abr) | SS18  | 13:31 | La Fullaca - Arbucias 2 | 32.64 km  | Philippe Bugalski | 20:24,9   | 95.93 km/h | Philippe Bugalski |
| 3 (21 abr) | SS19  | 14:19 | Cladells 2              | 15.27 km  | Didier Auriol     | 10:08,3   | 90.37 km/h | Philippe Bugalski |

## Clasificación final
| Pos.                 | Piloto              | Copiloto           | Automóvil                    | Tiempo    | Diferencia | Puntos |
| WRC                  | WRC                 | WRC                | WRC                          | WRC       | WRC        | WRC    |
| -------------------- | ------------------- | ------------------ | ---------------------------- | --------- | ---------- | ------ |
| 1.                   | Philippe Bugalski   | Jean-Paul Chiaroni | Citroën Xsara Kit Car        | 4:13:45,6 | 0.0        | 10     |
| 2.                   | Didier Auriol       | Denis Giraudet     | Toyota Corolla WRC           | 4:14:17.4 | +31,8      | 6      |
| 3.                   | Tommi Mäkinen       | Risto Mannisenmaki | Mitsubishi Lancer Evo VI     | 4:16:06.7 | +2:21,1    | 4      |
| 4.                   | Freddy Loix         | Sven Smeets        | Mitsubishi Carisma GT Evo VI | 4:16:21.0 | +2:35,4    | 3      |
| 5.                   | Richard Burns       | Robert Reid        | Subaru Impreza WRC 99        | 4:17:47.5 | +4:01,9    | 2      |
| 6.                   | Juha Kankkunen      | Juha Repo          | Subaru Impreza WRC 99        | 4:18:32.9 | +4:47,3    | 1      |
| 7.                   | Bruno Thiry         | Stephane Prevot    | Subaru Impreza WRC99         | 4:18:46.9 | +5:01,3    |        |
| 8.                   | Oriol Gómez         | Oriol Julia        | Renault Mégane Maxi          | 4:19:34.3 | +5:48,7    |        |
| 9.                   | Luis Climent        | Alex Romani        | Subaru Impreza WRC 98        | 4:20:14.4 | +6:28,8    |        |
| 10.                  | Piero Liatti        | Carlo Cassina      | SEAT Córdoba WRC             | 4:20:53.0 | +7:07,4    |        |
| PWRC                 |                     |                    |                              |           |            |        |
| 1. (17.)             | Hamed al-Wahaibi    | Tony Sircombe      | Mitsubishi Lancer Evo V      | 4:36:18.3 | 0.0        | 10     |
| 2. (18.)             | Giovanni Manfrinato | Claudio Condotta   | Mitsubishi Lancer Evo V      | 4:36:41.2 | +22.9      | 6      |
| 3. (20.)             | Gustavo Trelles     | Martin Christie    | Mitsubishi Lancer Evo V      | 4:39:21.8 | +3:03.5    | 4      |
| Campeonato de España |                     |                    |                              |           |            |        |
| 1. (8.)              | Oriol Gómez         | Oriol Julià        | Renault Mégane Maxi          | 4:19:34.3 | 0.0        |        |
| 2. (12.)             | Luis Monzón         | José Carlos Déniz  | Peugeot 306 Maxi             | 4:26:52.5 | +7:18.2    |        |
| 3. (15.)             | David Guixeras      | Jordi Mercader     | Citroën Saxo Kit Car         | 4:31:05.6 | +11:31.3   |        |